# Villafranca di Verona
Villafranca di Verona je italské město v provincii Verona v oblasti Benátsko.
V roce 2012 zde žilo 32 912 obyvatel.

## Historie
V červenci roku 1859 zde podepsal francouzský císař Napoleon III. a rakouský císař František Josef I. mír, který ukončil druhou italskou válku za nezávislost poté, co Rakušané prohráli v bitvách u Magenty a Solferina. V té bojovali Francouzi na straně sardinského krále Viktora Emanuela II. Rakušané byli nuceni podstoupit Francouzům Lombardii s hlavním městem Milánem, kteří pak podle předchozích dohod se sardinským králem vyměnili toto území za Savojsko a město Nice. Byl tak učiněn významný krok na cestě za italskou nezávislostí.

## Sousední obce
Castel d'Azzano, Mozzecane, Povegliano Veronese, Sommacampagna, Valeggio sul Mincio, Verona, Vigasio

## Vývoj počtu obyvatel
Zdroj: 